# Heinrich Sontheim

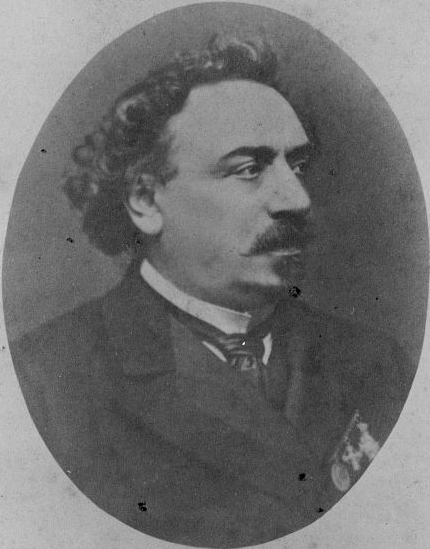
Heinrich Sontheim

Heinrich Sontheim (Jebenhausen, 3 de fevereiro 1820–1912), também conhecido como Honas Bär Sontheimer, foi um proeminente tenor alemão do século XIX. Converteu-se ao cristianismo ainda jovem mas votou a confessar a fé judaica em 1847, após a morte de sua esposa. Sontheim foi orientado à música desde cedo e adquiriu fama internacional na metade do século XIX, sendo saudado na Alemanha como "O Rei dos Tenores".  Ficou conhecido, entre outros, por seus papéis em Eleazar e Otelo.